# مکس رومئو
مکس رومئو (انگلیسی: Max Romeo; ۲۲ نوامبر ۱۹۴۴ – ۱۱ آوریل ۲۰۲۵) آهنگساز، خواننده، و ترانه‌پرداز اهل جامائیکا بود. وی بین سال‌های ۱۹۶۵ تا ۲۰۲۵ میلادی فعالیت می‌کرد.